# Vilma Matthijs Holmberg
Vilma Matthijs Holmberg (født 25. februar 1999 i Stockholm, Sverige) er en svensk håndboldspiller, der spiller for Skuru IK i Svensk handbollselit og Sveriges kvindehåndboldlandshold.
Hun fik debut på det svenske A-landshold den 21. april 2021, mod Ukraine. Hun blev også udtaget blandt landstræner Tomas Axnérs udvalgte trup ved VM i kvindehåndbold 2021 i Spanien.

## Meritter
- Svensk handbollselit:
  - Vinder: 2021
  - Sølv: 2019